# Al-Adab
Ne pas confondre avec le magazine égyptien : Akhbar Al-Adab.
Al-Ādāb (en arabe : مجلة الأداب,Majala al 'ādāb, « revue de littérature ») est une revue littéraire mensuelle, d'inspiration existentialiste, publiée de 1953 à 2012 au Liban. À partir de 1956, elle a été publiée par Dar al-'Adab (ar). En 2015, elle reparaît, mais uniquement au format électronique. Selon l'Encyclopædia Britannica, c'est l'une des publications majeures créées dans les pays arabes au cours de la seconde moitié du XXe siècle. Bien que le siège fût situé à Beyrouth, la revue était diffusée dans tous les pays de langue arabe.

## Débuts et ligne éditoriale
La revue est fondée par Suhayl Idris (en), Mahij Uthman, Munir Al Baalbecki et Amin al-Khuli. Le premier numéro du magazine Al-Adab est publié le 1er janvier 1953, avec pour devise : « Un magazine mensuel traitant des questions intellectuelles. » La couverture comprend une photo du poète égyptien Ali Mahmoud Taha (en). Le premier numéro du magazine contenait plusieurs rubriques et articles de poètes et écrivains arabes de l'époque. Parmi les rubriques : le livre du mois, questionnement sur les arts, activité culturelle dans les pays arabes, et activité culturelle en Occident. Le rédacteur en chef du magazine est Suhayl Idris (1925-2008), traducteur de Sartre, Simone de Beauvoir et Camus, pendant environ 39 ans, jusqu'à sa mort,. Son fils Samah Idris (1992-2021) en reprend la rédaction,. Al-Adab s'inspire de la revue Les temps modernes et sa ligne politique est panarabe,, de gauche, laïque et antisioniste. Samah Idriss a déclaré : « Ma profession de foi, c’est le nationalisme arabe de gauche. »

## Format et périodicité
L'influence et la popularité d'Al-Adab se sont confirmées jusqu'au début de la guerre civile au Liban en 1975. La périodicité du magazine a changé au cours du temps. C'est d'abord un mensuel jusqu'en 1980. Puis de 1980 à 2011, Al-Adab paraît cinq fois par an. En 2012, le magazine ne paraît que quatre fois puisqu'il disparaît dans sa forme imprimée à l'automne 2012 après 60 années d'existence. Samah Idriss précise qu'il renonce non pour des raisons financières, mais parce qu'il ne voit plus de sens à se battre pour la culture à une époque où les modèles dominants sont le consumérisme et l'islamisme.
Al Adab est relancé sous forme d'un magazine littéraire en ligne en 2015.
Les numéros papier ont été copiés et conservés au format numérique à la bibliothèque de l'Université américaine de Beyrouth.

## Contenu et contributeurs
La revue comprend des articles sur la pensée politique, la poésie, le roman, le conte, le cinéma, le théâtre et la culture générale, avec un accent particulier mis sur le monde arabe. Il contient fréquemment des articles de critique littéraire. En tant que publication d'avant-garde, Al-Adab couvre toutes les formes de techniques littéraires novatrices, notamment en poésie.
La ligne éditoriale d'Al-Adab témoigne de l'influence de Jean-Paul Sartre et de l'existentialisme par son adhésion au concept de littérature engagée (al-adab al-multazim) désignée aussi par l'expression d'engagement littéraire (iltizam al-adab),. L'engagement du magazine consiste à encourager les productions littéraires axées sur la politique et les causes sociales liées au monde arabe. Par conséquent, il a soutenu que l'œuvre littéraire produite en arabe devrait fonctionner comme un moyen de libération des Arabes. Le magazine était également un promoteur de l'approche du vers libre en poésie.
Les contributeurs sont d'horizons politiques divers, mais tous partagent l'approche de la revue. Parmi eux figurent Raif Khoury (en), Salama Moussa, Nazik Al Malaika et Taha Hussein. Le numéro du printemps 1968 publie le Manifeste du 5 juin 1967 du poète syrien Adonis.
Bien que toutes deux soient des publications avant-gardistes et défendent le mouvement du vers libre, Al-Adab est le principal concurrent de la revue Chiʿr (en) (« Poésie »), fondée à Beyrouth en 1968. En effet, cette dernière s'oppose à l'engagement en littérature et à l'idéologisation de la poésie. Al-Adab s'est montrée critique à l'égard des élites culturelles de l'époque à cause de leur inactivité à l'égard de la libération des pays arabes.